# Jalal Daoudi
Pour les articles homonymes, voir Daoudi.
Jalal Daoudi, né le 17 août 1988 à Agadir, est un footballeur marocain évoluant au poste de milieu de terrain défensif.

## Biographie
Il participe à la Coupe de la confédération avec le club du FUS Rabat.
Il inscrit 14 buts en première division marocaine lors de la saison 2016-2017.
Le 30 mai 2022, il est titularisé contre Al-Ahly SC en finale de la Ligue des champions de la CAF et remporte la compétition grâce à une victoire de 2-0 au Stade Mohammed-V,,,. Le 28 juillet 2022, il est titularisé et atteint la finale de la Coupe du Maroc après une défaite sur séance de penaltys face à la RS Berkane (match nul, 0-0). Le 10 septembre 2022, il est titularisé sous son nouvel entraîneur Houcine Ammouta à l'occasion de la finale de la Supercoupe de la CAF face à la RS Berkane. Le match se solde sur une défaite de 0-2 au Stade Mohammed-V.
En pleine phase de changement d'entraîneur avec la venue de Sven Vandenbroeck, il parvient à se qualifier en finale de la Ligue des champions le 20 mai 2023 après un match nul retour de 2-2 en entrant en jeu à la 64ème minute à la place de Reda Jaadi face au Mamelodi Sundowns FC au Loftus Versfeld Stadium en Afrique du Sud. 

## Palmarès

### En club
Wydad Athletic Club
- Ligue des champions de la CAF (1)
  - Champion : 2022
  - Finaliste : 2023
- Championnat du maroc (1)  
  - Champion : 2022
- Coupe du Maroc
  - Finaliste : 2021 (2022)